# Colibași (Cahul)
Colibași es una comuna y pueblo de la República de Moldavia ubicada en el distrito de Cahul.
En 2004 la comuna tiene una población de 6021 habitantes, la casi totalidad de los cuales son étnicamente moldavos-rumanos. Es la segunda localidad más importante del distrito tras la capital distrital Cahul.
Se conoce su existencia desde principios del siglo XVIII.
Se ubica a orillas del río Prut sobre la carretera R34, 10 km al sur de Cahul.